# بيز ضاض
بيز ضاض (بالإنجليزية: BIZDAD)‏ هي جماعة قروية تابعة لإقليم الصويرة ضمن جهة مراكش - تانسيفت - الحوز بالمغرب.  بلغ مجموع عدد سكان  بيز ضاض حسب إحصاءات 2004  حوالي 8605 نسمة  يعيشون في 1518 أسرة.